# Carl F. Bucherer
Carl F. Bucherer war ein Schweizer Unternehmen der hohen Uhrmacherkunst mit Sitz in Luzern, das mechanische Herren- und Damenuhren im Luxussegment herstellte. Seit dem Jahr der Gründung 1888 bis 2023 war das Unternehmen vollständig im Besitz der Bucherer-Familie. Damit zählte Carl F. Bucherer zu den ältesten Schweizer Herstellern von Luxusuhren im ständigen Besitz der Gründerfamilie. Das Unternehmen wurde bis 2023 in dritter Generation von Jörg G. Bucherer als Verwaltungsratspräsident geführt. Im Jahr 2023 übernahm die Rolex SA die Bucherer AG.
Die Uhrenmodelle von Carl F. Bucherer haben meist Zusatzfunktionen, beispielsweise Chronograph, Flyback, Tachymeter oder Tourbillon und Anzeigen wie Grossdatum und Wochentag, Gangreserve, 24 Stunden, Mondphasen, drei Zeitzonen sowie Kalender und Ewiger Kalender.

## Geschichte

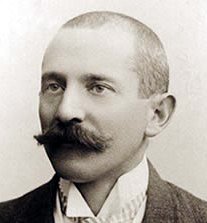
Carl Friedrich Bucherer, Gründer der Schweizer Uhrenmanufaktur.

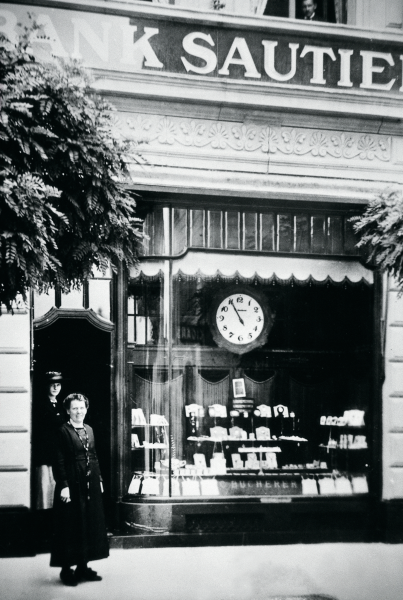
Carl Friedrich Bucherers erstes Geschäft in Luzern, Schweiz

1888 eröffnete Carl Friedrich Bucherer mit seiner Frau Luise ein Geschäft am Luzerner Falkenplatz. Das Startkapital stammt vom Vater, einem Spielwarenhändler. 1919 bot Carl Friedrich Bucherer seine erste Damen-Uhrenkollektion im Stil des Art déco an. Als einer der ersten Uhrmacher verwendete er ein Uhrenarmband, was zur damaligen Zeit revolutionär war. Bis 1948 fokussierte sich das Unternehmen auf sportliche Chronographen, die mit einem Grossdatum ausgestattet waren.
Bis 1968 stellte Carl F. Bucherer rund 15'000 hochpräzise, zertifizierte Chronometer her. Das Unternehmen zählte damit zu den drei führenden Schweizer Chronometer-Herstellern. 1969 beteiligte sich das Unternehmen am Schweizer Konsortium zur Entwicklung und Produktion des ersten Schweizer Quarzwerks für Armbanduhren, dem Beta 21.
1976 übernahm Jörg G. Bucherer in dritter Familiengeneration das Unternehmen. Geboren 1936 in Luzern, besuchte er nach der Schule das Technikum im Uhrenmekka Le Locle. Dort absolvierte er ein Praktikum bei Rolex und lernte von Rolex-Gründer Hans Wilsdorf die Prinzipien des konservativen Unternehmertums. 2001 wurde die Marke Carl F. Bucherer neu positioniert und die Uhrenkollektion Patravi entwickelt. 2005 meldete das Unternehmen ein Patent für den Monopusher-Mechanismus der Patravi TravelTec an, der die parallele Anzeige von drei Zeitzonen ermöglichte.
2007 erwarb Carl F. Bucherer die Firma Téchniques Horlogères Appliquées (THA) in Sainte-Croix, Schweiz, welche als Carl F. Bucherer Technologies in das Unternehmen integriert wurde. Damit verfügte der Hersteller fortan über ein Werk für Forschung und Entwicklung sowie zur Produktion eines eigenen Manufakturwerks und von Modulen für Zusatzfunktionen. Im darauffolgenden Jahr präsentierte das Unternehmen das Manufakturwerk CFB A1000 mit peripher gelagerter Schwungmasse. Im Hinblick auf Produktauthentizität und -qualität erhielt 2014 die Manero Power Reserve als erstes Uhrenmodell von Carl F. Bucherer eine einzigartige Laser-Signatur. Fortan wurden alle Modelle der Uhrenmarke mit dieser Technik ausgestattet.
Am 6. November 2023 starb Präsident Jörg G. Bucherer im Alter von 87 Jahren.

## Produktion

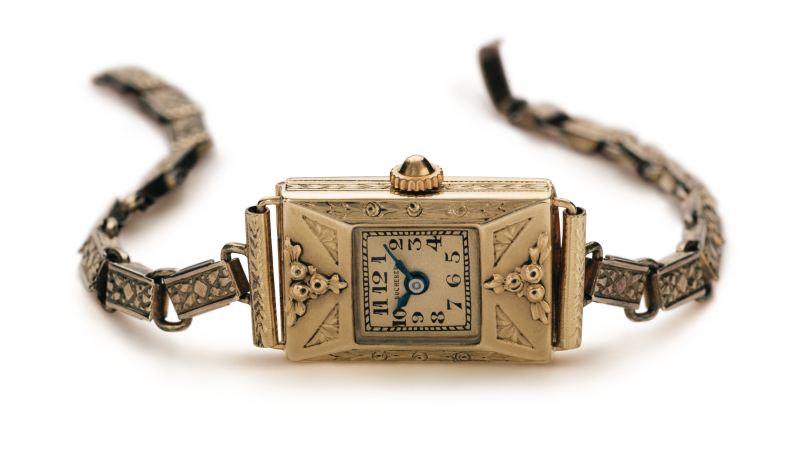
Die erste Damen-Armbanduhr von Carl F. Bucherer aus dem Jahr 1919

Um die Produktionskapazität zu erhöhen, verlegte Carl F. Bucherer 2002 seine Produktionswerke von Nidau an den grösseren Standort in Lengnau, Bern. 2015 gab Carl F. Bucherer bekannt, dass die Herstellung im neuen Werk in Lengnau zusammengelegt wird, um die Produktionsverfahren und Wertschöpfungskette zu optimieren und die Fertigungstiefe zu erhöhen.
Das Unternehmen verkaufte rund 30'000 Uhren im Jahr 2019.

## Authentifizierung
Seit 2014 werden die Uhrwerke des Unternehmens durch eine spezielle Lasertechnik gegen Fälschungen geschützt. In dem vom Schweizer Unternehmen Mimotec SA entwickelten CLR-LIGA-Verfahren wird auf die Uhrwerksoberfläche durch beugende Nanostrukturierung eine einmalige Signatur aufgetragen, die nur mithilfe eines speziellen Laser-Scan-Geräts authentifiziert werden kann.

## Zusammenarbeit mit dem Schweizerischen Fussballverband
Carl F. Bucherer Partner des Schweizerischen Fussballverbands (SFV).
Von 2014 bis Juni 2024 war Carl F. Bucherer der „Official Timekeeper“ der Schweizer Fussballnationalteams. Als Teil dieser Partnerschaft trugen die Schweizer Nationalspieler/innen die exklusive Patravi ScubaTec SFV Special Edition. An der Pressekonferenz, bei der die Partnerschaft verkündet wurde, waren Stephan Lichtsteiner, Kapitän des Schweizer Nationalteams sowie Starspieler wie Granit Xhaka.